# Эллан-Блакитный, Василий Михайлович
Васи́лий Элла́н-Блаки́тный (укр. Василь Еллан-Блакитний, настоящее имя Василий Михайлович Элланский, укр. Василь Михайлович Елланський; 28 декабря 1893  [9 января 1894], Хмельница, Черниговский уезд, Черниговская губерния, Российская империя — 4 декабря 1925, Харьков) — украинский советский писатель и поэт, революционер, левый политический и общественный деятель.

## Биография
Родился 28 декабря 1893 [9 января 1894] года в селе Хмельница в семье священника местной Воскресенской церкви. Через 10 месяцев отца переведут на службу в церковь села Козёл (ныне Михайло-Коцюбинское) Черниговской губернии, куда и переедет семья. Отец рано умер и оставил трёх сыновей и дочь на иждивении матери. Единственным источником существования семьи была материнская пенсия. В 1903 году семья Элланских переехала в Чернигов, где сначала жила в дешёвой съёмной квартире в Холодном Яру, на окраине города.
В 1906 году с помощью родственников матери удалось купить небольшой дом в глухом переулке на улице Селюка, № 24-а. Здесь Василий жил до осени 1914 года, когда уехал в Киев, но и потом часто наведывался сюда, а в 1917 году почти всё время прожил с семьёй в Чернигове.
Отец Василия категорически заявлял, что не пустит детей на поповскую дорожку. Того же мнения была и мать, но материальные условия были таковы, что ей пришлось отдать детей в духовную школу, где им было гарантировано бесплатное обучение. Старший брат Василия, живший в Чернигове при бурсе, заболел и умер. Поэтому, поселившись в Чернигове, мать держала Василия при себе. Учиться Василий начал рано, но в духовную семинарию поступил лишь в десять лет, так как мать, подавленная смертью старшего сына, дрожала над слабым здоровьем Василием. В школе учился плохо, дважды оставался в одном классе. Препятствовало обучению плохое здоровье, а ещё больше — чтение книг. Даже обедая, он держал при себе книгу.
С 1910 года писатель учился в Черниговской духовной семинарии, которую искренне не любил. Посещал знаменитые «субботы» в гостиной Михаила Коцюбинского, где его первые стихи (которые он начал писать с 1912 года) были восприняты с доброжелательным вниманием мастера. По окончании четвёртого класса (1914) поступил на экономическое отделение Киевского коммерческого института, где уже учился его давний, ещё с бурсы, приятель — Павел Тычина.
Социально-экономические дисциплины были по душе молодому Василию, однако институт он тоже не окончил. В 1917 году недавний студент с головой погрузился в революционную работу: революционные кружки, общества «Просвещения», участие в организации уездного крестьянского съезда в начале лета 1917 года. Всё это закономерно привело Элланского в партию украинских эсеров. Он стал её активистом, а вскоре и председателем Черниговского губернского комитета. Во времена Центральной Рады Василий Михайлович попал в Лукьяновскую тюрьму за антиправительственное обращение «К рабочим и крестьянам Украины». В неспокойные революционные годы Элланский участвовал в создании подпольной типографии в Одессе, руководил восстанием против гетмана Скоропадского П. П. в Полтаве. Во время наступления войск генерала Деникина А. И., скрываясь в сторожке на Байковом кладбище, руководил киевским боротьбистским подпольем.

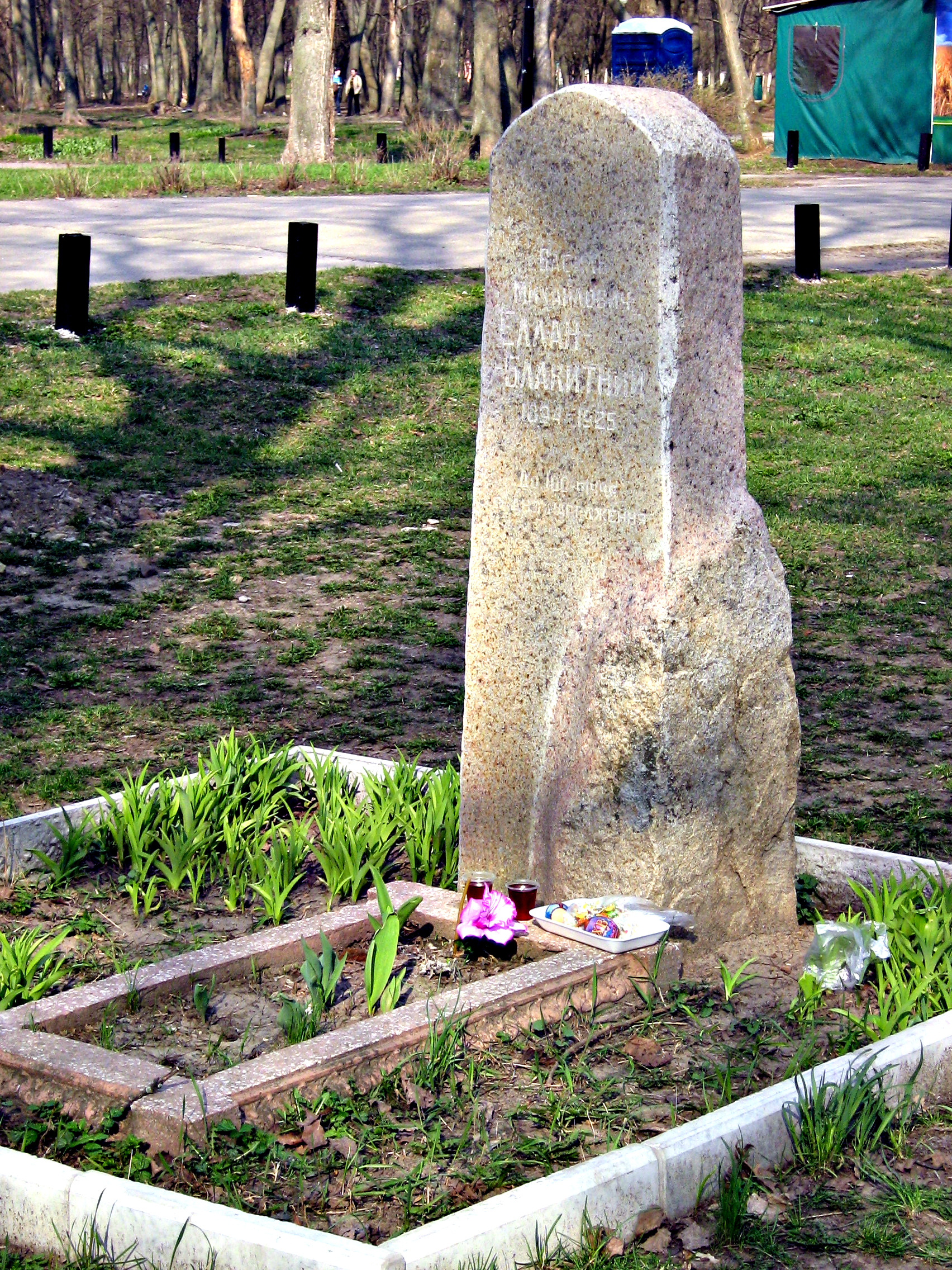
Кенотаф Василия Эллана-Блакитного. Молодёжный парк. Харьков.

После слияния украинских коммунистов-боротьбистов с КП(б)У вёл неуклонную борьбу против шовинистических и национал-нигилистических тенденций в партии и государстве («оппозиционная» речь Блакитного на конференции КП(б)У в ноябре 1920 года), бросил все свои силы и энергию на организацию культурного возрождения в РСФСР. Первый и бессменный редактор правительственной газеты «Вісті ВУЦВК» и приложения к ней — «Литература. Наука. Искусство» (позднее «Культура і життя»). Основал и редактировал журналы «Всесвіт», «Червоний перець». Одно время был председателем коллегии Государственного издательства Украины. Организатор и руководитель первого союза пролетарских писателей «Гарт», которая имела филиалы во многих городах Украины и даже в Канаде.
Тяжёлая болезнь сердца, которой с раннего детства страдал Эллан-Блакитный, привела к его смерти 4 декабря 1925 года на 32-м году жизни. 5 декабря 1925 года за неутомимую работу в пользу рабоче-крестьянских масс награжден (посмертно) орденом Трудового Красного Знамени УСРР 
Впоследствии был провозглашен «буржуазным националистом», «бандитом». В 1934 году был демонтирован памятник Эллана-Блакитного, поставленный его друзьями в Харькове. Произведения писателя были запрещены, а его товарищи по партии боротьбистов расстреляны или сосланы в Сибирь. После XX съезда КПСС реабилитирован.

## Творческая деятельность
Начал писать стихи в 1912 году. В 1917 написал стихотворение «Вперёд», обозначившее вступление автора в период творческой зрелости. Образный мир его поэзии (основная часть его лирики написана в 1917—1920 гг.) — это мир, каким его видит революционер, признавший законом своей жизни борьбу и самопожертвование со всем его аскетизмом и невниманием к простым жизненным реалиям тех самых «миллионов», за которые он борется. Стихи составили сборник «Удары молота и сердца» (Киев, 1920. 24 с.).
После 1921—1922 годов лирический голос Эллана постепенно стихал. На ситуацию в стране и международной жизни реагировал преимущественно сатирической поэзией. В течение 1924—1925 гг. издал три книги стихотворной газетной сатиры: «Заметки карандашом», «Советская горчица», «Государственный ум». В наследии писателя ряд новеллистических этюдов и очерков («Фабричная», «Письмо без адреса», «Наши дни» и др.) и значительная по объёму публицистическая проза политической и общекультурной тематики, а также ряд весомых статей и выступлений по вопросам литературы и искусства. Этой творческой трансформации Эллана посвятил статью Микола Хвылевой.